# Khodā Āfarīd
Khodā Āfarīd (persiska: خدا آفرید) är en bondby i Iran.   Den ligger i provinsen Khorasan, i den östra delen av landet, 600 km öster om huvudstaden Teheran. Khodā Āfarīd ligger 1 603 meter över havet och antalet invånare är 102.
Terrängen runt Khodā Āfarīd är kuperad västerut, men österut är den bergig.Runt Khodā Āfarīd är det mycket glesbefolkat, med 5 invånare per kvadratkilometer. Närmaste större samhälle är Eresk, 16,7 km öster om Khodā Āfarīd. Trakten runt Khodā Āfarīd är ofruktbar med lite eller ingen växtlighet.